# Síndrome do túnel tarsal
A Síndrome do túnel tarsal é uma doença dolorosa no pé na qual o nervo tibial está comprimido em seu caminho pelo túnel tarsal. Este túnel é achado ao longo da perna interna atrás do maléolo mediano (no lado de dentro do tornozelo). O nervo tibial posterior, uma artéria principal, veias e tendões estão num pacote ao longo deste caminho, pelo Túnel Tarsal. No túnel, o nervo divide-se em três caminhos diferentes: Um nervo (calcanear) continua ao calcanhar, os outros dois (nervos plantar medianos e laterais) continuam em direção ao fundo do pé.
O Túnel Tarsal é composto no lado de dentro de osso e do retináculo flexor no lado de fora.
A Síndrome do túnel tarsal (STT) também é conhecida como Neuralgia do nervo posterior tibial.